# Barotseland
Barotseland či Barotsko je historické území v západní části Zambie obývané etnikem Barotse. Je to tradiční domorodé království, část obyvatel usiluje o vytvoření samostatného státu. Střediskem je město Mongu.

## Historie

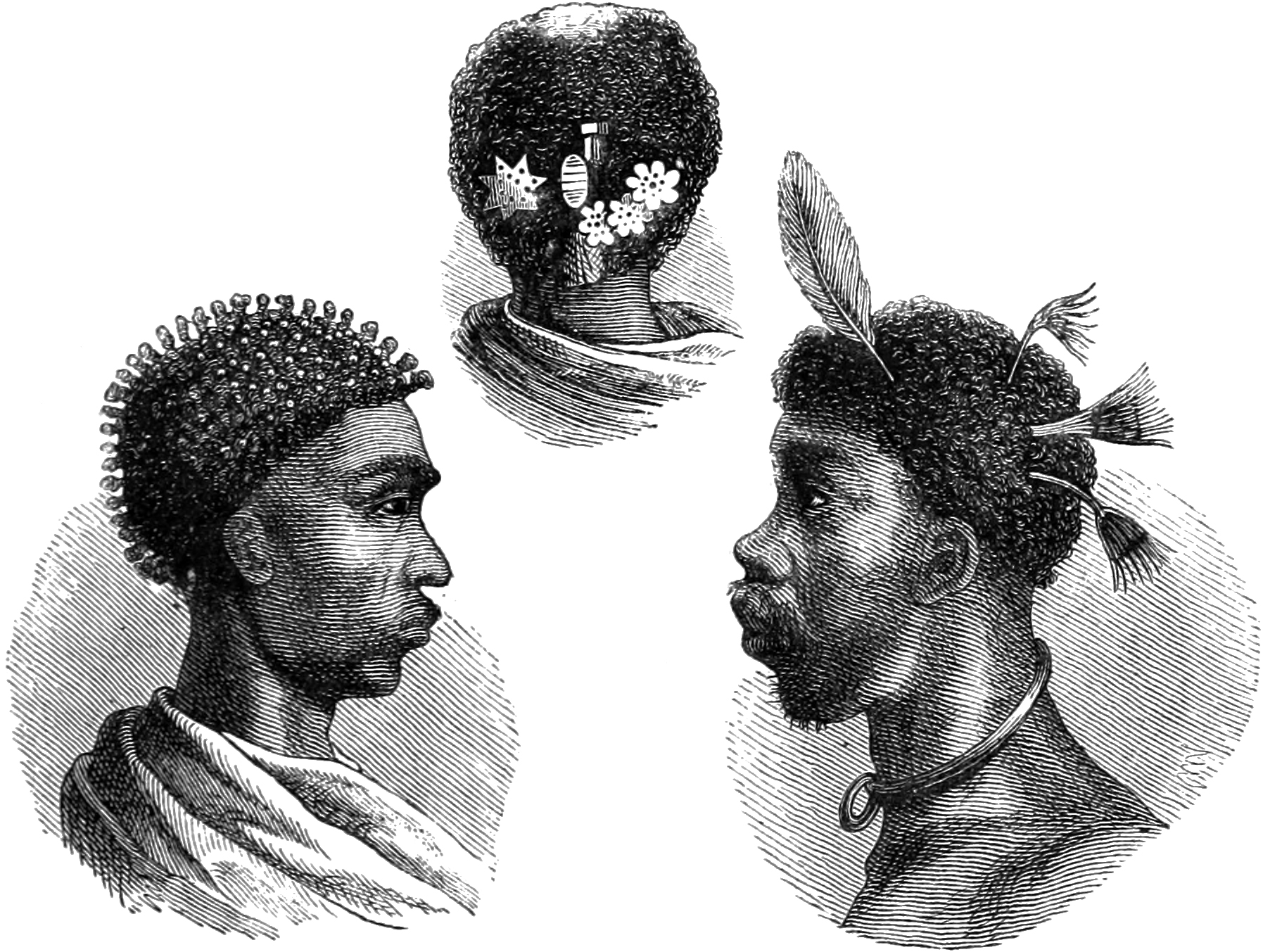
Barotse vyobrazení v knize Emila Holuba Sedm let v jižní Africe (1880)

Bantuský národ Barotse, známý také jako Lozi, žil na horním toku Zambezi nejméně od 15. století. V roce 1838 zde založili stát Makololové, kteří přišli od jihu, místní obyvatelé ale roku 1864 jejich nadvládu svrhli a vznikla místní dynastie panovníků zvaných litunga. V sedmdesátých letech 19. století navštívil Barotseland český cestovatel Emil Holub. Místní vladař Lewanika uzavřel roku 1890 s Cecilem Rhodesem dohodu o britské ochraně Barotselandu, v roce 1900 bylo území připojeno k Rhodesii, ale zachovalo si specifické postavení.
V roce 1964 byla uzavřena s Kennethem Kaundou dohoda o samosprávě Barotselandu v rámci nezávislé Zambie. Centrální vláda však sliby nedodržela, litunga (místní tradiční náčelník) obdržel pouze ceremoniální funkce, oblast vzhledem ke své odlehlosti dostává minimum rozvojové pomoci a je nejchudší částí Zambie.

## Současnost
Hnutí Linyungandambo protestuje proti ekonomické diskriminaci Barotselandu a žádá širokou autonomii nebo plnou nezávislost. V lednu 2011 vyvolalo nepokoje, při nichž vládní jednotky zabily dva demonstranty.